# Episodi de I Durrell - La mia famiglia e altri animali (prima stagione)
La prima stagione della serie televisiva I Durrell - La mia famiglia e altri animali, composta da 6 episodi, è stata trasmessa sul canale britannico ITV dal 3 aprile all'8 maggio 2016.
In Italia, la stagione è andata in onda sul canale a pagamento La EFFE dal 9 al 23 giugno 2017. In chiaro è stata
trasmessa su Rai 2 dal 9 al 23
giugno 2019.
| nº | Titolo originale | Titolo italiano         | Prima TV Regno Unito | Prima TV Italia |
| -- | ---------------- | ----------------------- | -------------------- | --------------- |
| 1  | Episode 1        | Corfù                   | 3 aprile 2016        | 9 giugno 2017   |
| 2  | Episode 2        | Consigli d'amore        | 10 aprile 2016       | 9 giugno 2017   |
| 3  | Episode 3        | Il nuovo amico di Gerry | 17 aprile 2016       | 16 giugno 2017  |
| 4  | Episode 4        | Leslie alla sbarra      | 24 aprile 2016       | 16 giugno 2017  |
| 5  | Episode 5        | Zia Hermione            | 1º maggio 2016       | 23 giugno 2017  |
| 6  | Episode 6        | Amare è lasciare liberi | 8 maggio 2016        | 23 giugno 2017  |